# 南極の電気通信
南極の電気通信（なんきょくのでんきつうしん）は、南極観測基地と他の基地または南極外部の間の連絡に用いられる。通信設備は各基地を運営する国によって整備されている。

## 電話

### アメリカ合衆国の基地
- 使用されている主電話線の数: 0 (注意:アメリカ合衆国の基地のみの数値、2001年現在)
- 携帯電話回線:アルゼンチンの携帯電話会社ClaroとMovistarがGSM回線を整備している。イリジウムコミュニケーションズも使用されている。
- 電話システム
  - 総合評価: いくつかの基地にローカル回線がある。
  - 域内: なし
  - 域外: いくつかの基地から衛星経由で行われる。

### オーストラリア・ニュージーランドの基地
オーストラリアのケーシー基地、デービス基地、マッコーリー島基地、モーソン基地、ニュージーランドのスコット基地の5つの基地では全て電話回線が利用でき、直接外部への発信・外部からの着信が可能である。オーストラリアの基地への発信には、電話番号に国番号+672を付ける必要がある。チリ領南極・アルゼンチン領南極の主張地域にある基地には隊員の家族が住んでおり、外部と直接電話で結ばれている。スコット基地やその近隣のアメリカ合衆国の基地マクマード基地に連絡するには、電話番号に国番号+64を付ける必要がある。

## テレビ
テレビ放送局
- アメリカのマクマード基地に「米軍南極ネットワーク」がある。これは、6チャンネルのあるケーブルテレビである。(注意: これは2002年現在のアメリカの基地のみの情報である。)

テレビチャンネル
- マクマード基地に数百のチャンネルがある。(注意: これは2001現在のアメリカの基地のみの情報である。)

## インターネット
南極では国別コードトップレベルドメインとして.aqが使用されている。インターネットサービスプロバイダとしては、アルゼンチンの基地にはアルゼンチンの業者MovistarがWi-Fiを設置している。2009年には南極高原に光ケーブルが敷設された。
アムンゼン・スコット基地でのインターネットはNASAのTDRS-F1、GOES、イリジウム衛星によって提供されている。2008年に引退するまではMarisat F-2が使われていた。2007年から2008年にかけての夏に、TDRSリレー（南極点TDRSSリレーまたはSPTRと命名された) が更新され、科学的なデータを送信するために第一に使われる南極点のデータ容量の9割を超える50 Mbit/sの通信速度が保障されるようになった。
オーストラリアの各基地は衛星によるデータ通信設備を有しており、ISPはSpeedcast社と契約している。各基地における通信速度は上り・下り共に9 Mbpsである。
ニュージーランドのスコット基地のインターネット・電話へのアクセスはテレコム・ニュージーランドとHorizons 3Eによって提供されている。
アルゼンチンの基地ではMarambio基地で無線インターネットと2台の携帯電話サーバーが利用できる。
Orbcomm社は南極上空に衛星を飛ばしており、EメールやHTTPによるXMLの短いメッセージの送受信を中継できる。
マクマード基地では共有された17 Mbit/sの通信回線にアクセスできる。2022年9月、スターリンクのサービスの実験が開始された。同年11月には、アラン・ヒルズの野外演習場のための2番目のインターネット接続装置が供用を開始した。
日本は2004年に昭和基地にインテルサット衛星との通信設備を設置し、インターネットとの常時接続が可能なほか、2022年にはローカル5Gの設備も設けられ、基地周辺でのスマートフォンの利用が可能になっている（詳細は昭和基地#通信設備を参照）。

## ラジオ

### 公式放送
- アルゼンチンの基地:エスペランサ基地で国営ラジオのArcangel San Gabrielを受信できる。(15476 kHz・2 kW、97.6 MHz）QSLカード認証済み。 verified.
- チリの基地:ビジャ・ラス・エストレージャスでラジオSoberania（90.5 MHz・100 W）を受信できる。
- アメリカ合衆国の基地:米軍南極ネットワークシステムでAFAN McMurdo（93.9 MHz・30 W、104.5 MHz・50 W）を受信できる[6]。
- ニュージーランドのスコット基地: Scott97FM（97.0 MHz・25 W）を受信できる。

### アマチュア無線
幾つかの基地ではトランシーバーを短波によるアマチュア無線での全世界的な通信や、特定の呼出符号を持っているアマチュア衛星のためにも提供しており、利便性の向上や緊急時の通信に役立っている。